# Buntnesseln
Die Buntnesseln (Solenostemon) sind eine Pflanzengattung, deren Arten früher zu den Gattungen Coleus und Plectranthus gehörten, aus der Familie der Lippenblütler (Lamiaceae). Die Arten wachsen ursprünglich im tropischen Afrika und Asien. Als Zierpflanze wird die Buntnessel (Solenostemon scutellaroides) verwendet.

## Beschreibung
Solenostemon-Arten wachsen als einjährige oder ausdauernde krautige Pflanzen und immergrüne Sträucher ohne Dornen. Einige Arten sind sukkulent. Die Stängel sind meist vierkantig. Sie erreichen Wuchshöhen zwischen 40 und 100 Zentimeter. Oft haben die Pflanzen einen aromatischen Duft. Die gegenständigen, einfachen Laubblätter sind klein bis mittelgroß und behaart.
Es werden seiten- oder endständige, zymöse Blütenstände gebildet. Die zwittrigen Blüten sind zygomorph und fünfzählig mit doppelter Blütenhülle (Perianth). Es sind fünf verwachsene Kelchblätter vorhanden. Es sind fünf verwachsene Kronblätter vorhanden. Es ist nur ein Kreis mit vier Staubblättern vorhanden. Zwei Fruchtblätter sind zu einem Fruchtknoten verwachsen und durch eine falsche Scheidewand in vier Teile gegliedert. Die Bestäubung erfolgt durch Vögel (Ornithophilie) oder durch Insekten (Entomophilie).

## Systematik
Zur Gattung Buntnesseln (Solenostemon) gehören etwa 60 Arten (Auswahl):
- Solenostemon autranii (Briq.) J.K.Morton (Syn.: Coleus autranii Briq.)
- Solenostemon latifolius (Hochst. ex Benth.) J.K. Morton (Syn.: Coleus latifolius Hochst. ex Benth.)
- Solenostemon rotundifolius (Poir.) J.K.Morton (Syn.: Coleus rotundifolius (Poir.) A. Chev. & Perrot, Coleus rotundifolius var. nigra A.Chev., Coleus rotundifolius var. rubra A.Chev., Germanea rotundifolia Poir., Plectranthus rotundifolius (Poir.) Spreng., Plectranthus tuberosus Blume)
- Buntnessel: (Solenostemon scutellarioides (L.) Codd, Syn.: Coleus blumei Benth., Coleus blumei var. verschaffeltii (Lem.) Lem., Coleus hybridus hort. ex Voss, Coleus pumilus Blanco, Coleus scutellarioides (L.) Benth., Coleus verschaffeltii Lem., Ocimum scutellarioides L., Plectranthus scutellarioides (L.) R.Br.)
- Solenostemon shirensis (Gürke) Codd